# Мічурінський (Заводоуковський міський округ)
Мічу́рінський (рос. Мичуринский) — селище у складі Заводоуковського міського округу Тюменської області, Росія.
Населення — 497 осіб (2010, 526 у 2002).
Національний склад станом на 2002 рік:
- росіяни — 82 %